# Liga de Fútbol de Las Flores
La Liga de fútbol de Las Flores es una liga regional de fútbol ubicada en la provincia de Buenos Aires en la República Argentina, con sede en la intersección de las calles Sarmiento y Cisneros de la ciudad de Las Flores, cabecera del partido homónimo. Fue fundada el 6 de junio de 1935 y su jurisdicción comprende al partido de Las Flores. 
Forma la Unión Deportiva del Centro junto a la Liga Alvearense de Fútbol y la Liga Deportiva de Saladillo.

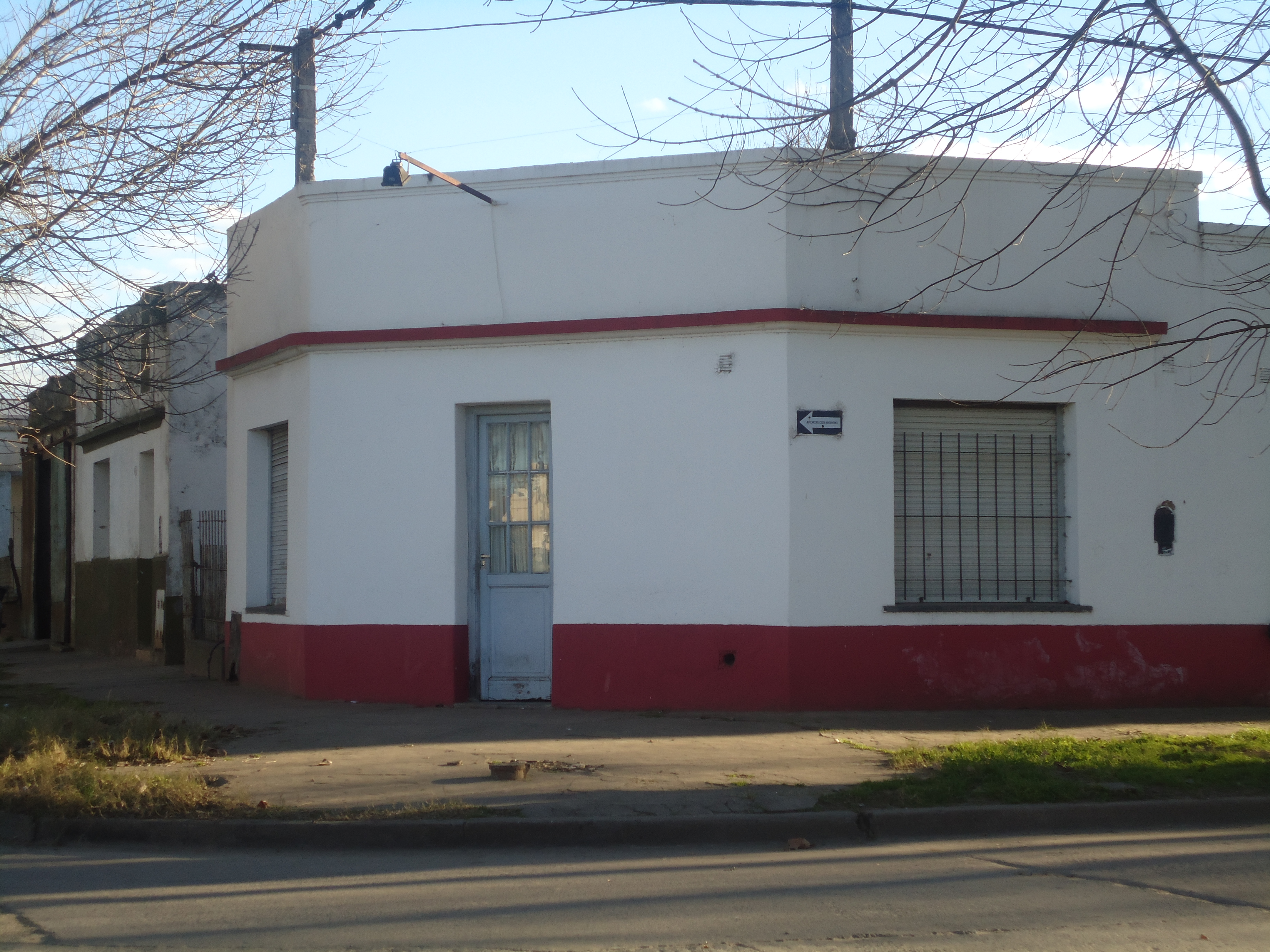
Sede de la Liga de fútbol de Las Flores, ubicada en la
intersección de Cisneros y Sarmiento.

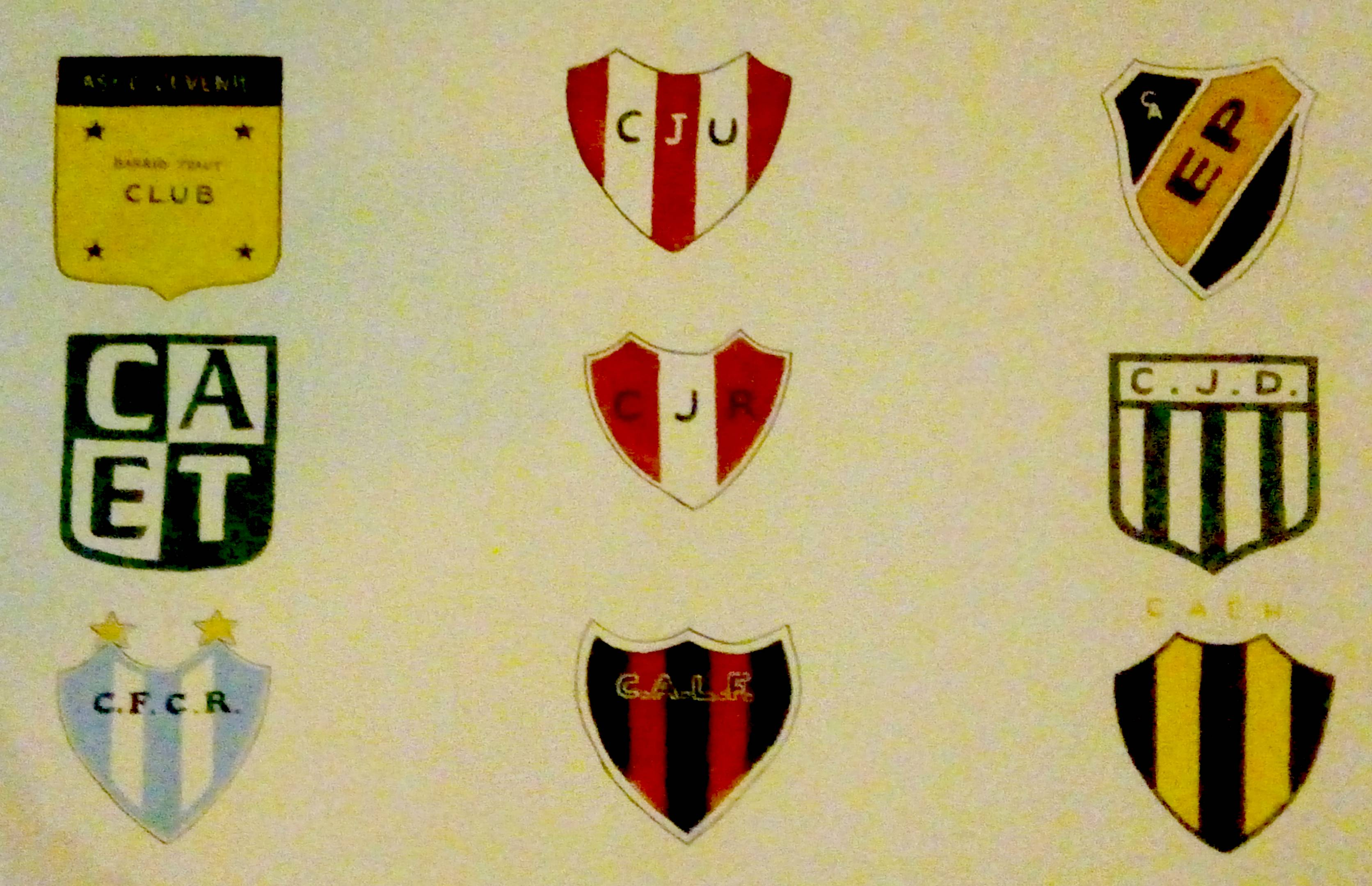
Escudos en la sede.

Está indirectamente afiliada a la AFA a través del Consejo Federal.

## Comisión Directiva
- Presidente: Lucas Inchauspe
- Vicepresidente: Laureano Gavazza.
- Secretario: Enzo Polito
- Prosecretario: Sr. Miguel Giudice.
- Tesorero: Sr. Juan Carlos Lacava.
- Protesorero: Sr. Angel Polito.
- Vocales
  - Ing. Emiliano Falasco
  - Sr. Never Suarez
  - Sr. Claudio Palomeque
  - Sr. Osvaldo Andiarena
- Integrantes del Tribunal de Disciplina Deportiva
  - Dr. Alberto Lizarraga
  - Mario Orlando
  - Juan Dupouey

## Clubes registrados
| Equipo                            | Localidad   |
| --------------------------------- | ----------- |
| Club Atlético Las Flores          | Las Flores  |
| Club Unión Deportiva              | Villa Pardo |
| Centro Universitario Florense CUF | Las Flores  |
| Club Atlético El Taladro          | Las Flores  |
| Club Atlético El Potrero          | Las Flores  |
| Club Juventud Deportiva           | Las Flores  |
| Club Atlético La Terraza          | Las Flores  |
| Club Juventud Rosense             | Las Flores  |
| Club Atlético Avellaneda          | Las Flores  |
| Club Atlético El Hollín           | Las Flores  |
| Asociación Juvenil Barrio Traut   | Las Flores  |
| Club Ferrocarril Roca             | Las Flores  |
| Club Atlético Toque Toque         | Las Flores  |
| Club Juventud Unida               | Las Flores  |

## Estadísticas generales

### Últimos campeones de Primera División
Se listan los últimos campeones de la categoría Primera División, desde la temporada 2008.